# Kostolecká tiesňava
Kostolecká tiesňava je přírodní rezervace v katastrálních územích obcí Záskalie a Kostolec  v okrese Považská Bystrica v Trenčínském kraji na Slovensku. Území bylo vyhlášeno v roce 1970 a jeho rozloha je 29,8 hektaru. Předmětem ochrany je soutěska, která se geomorfologicky výrazně odlišuje od ostatních částí pohoří. Svou atraktivitou umocňuje estetické a přírodní hodnoty oblasti Manín. Má také význam pro vědecký výzkum zvláštní formou zvětrávání skalních stěn a formování reliéfu.

## Přírodní poměry
Epigenetickým zařezáváním Maninského potoka do vápencového bradla zde vznikla zlomová soutěska lemovaná skalními stěnami. Pod nimi se vytvořila velká plocha trojúhelníkového tvaru vyplněná suťovým kuželem s velkým skalním převisem na vrcholu, jehož stěny jsou tvořené převrásněnými vápenci. V údolí se též vyskytuje řada chráněných rostlin a živočichů. Prochází jím naučná stezka.
Soutěska leží v pohoří Súľovské vrchy, severně od Strážovských vrchů. Epigenetickým zařezáváním se Manínského potoka do vápencového bradla vznikla průlomová soutěska lemovaná skalními stěnami. Pod nimi se vytvořila velká plocha trojúhelníkového tvaru vyplněna suťovými kužely na vrcholu s velkým skalním převisem, jehož stěny jsou tvořeny zvrásněnými vápenci. Soutěska se prořezává napříč antiklinálou, její nejvyšší bod je zhruba nad středem soutěsky. Svahy vrásy tvoří horní i dolní ústí soutěsky. Bradlo tvořící levou stranu soutěsky se nazývá Kavčí skála, podle výskytu kavky obecné (Corvus monedula). Vrchol pravého svahu soutěsky se jmenuje Drieňovka, dutina zvětralého jádra antiklinály je nazývána i Střecha Slovenska. Dolů po toku Manínského potoka se o něco dále nachází Manínská tiesňava. Za soutěskou se na svahu nad obcí Kostolec nachází výrazný vápencové bradlo Bosmany.

## Galerie

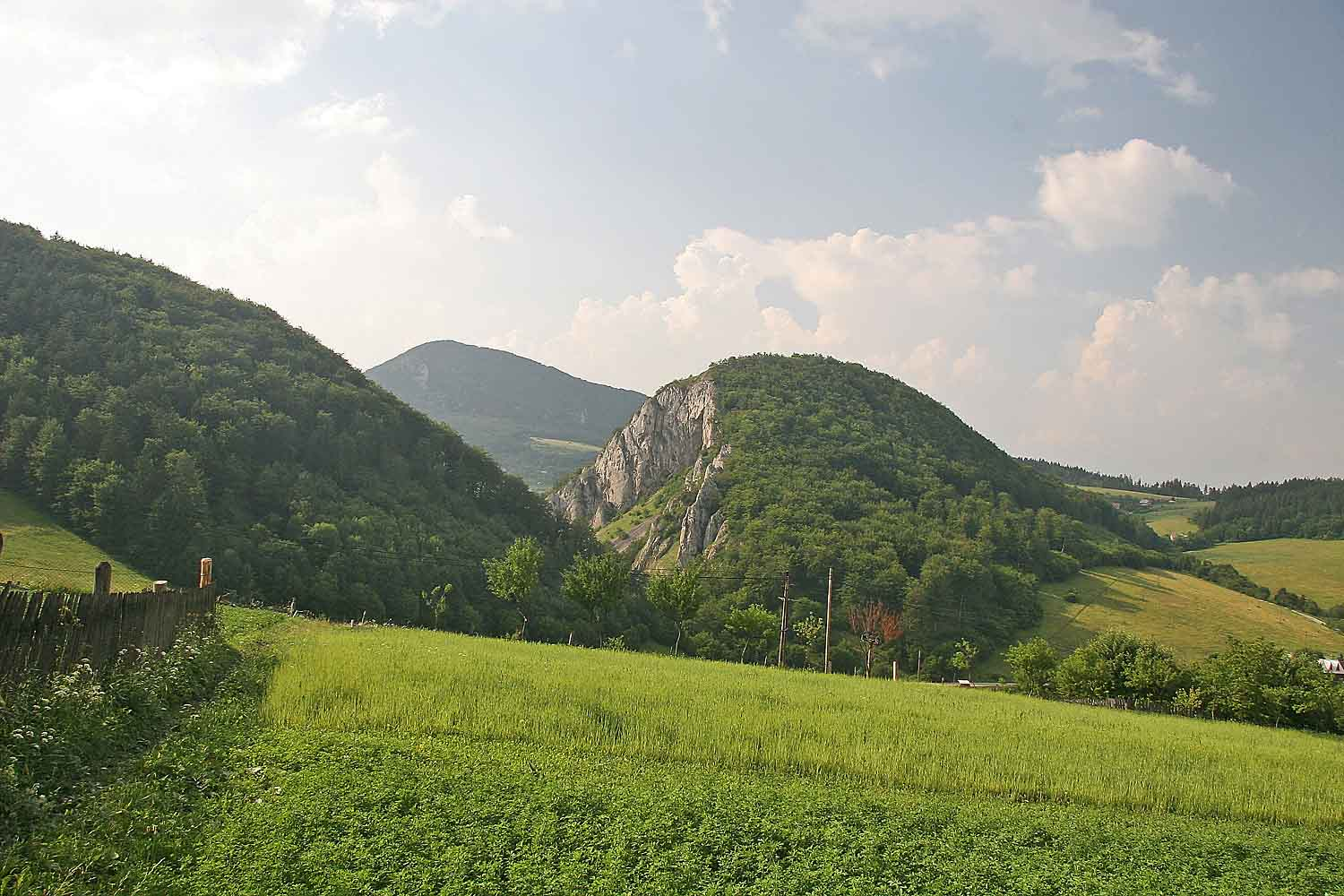
Kostolecká tiesňava od Kostolce
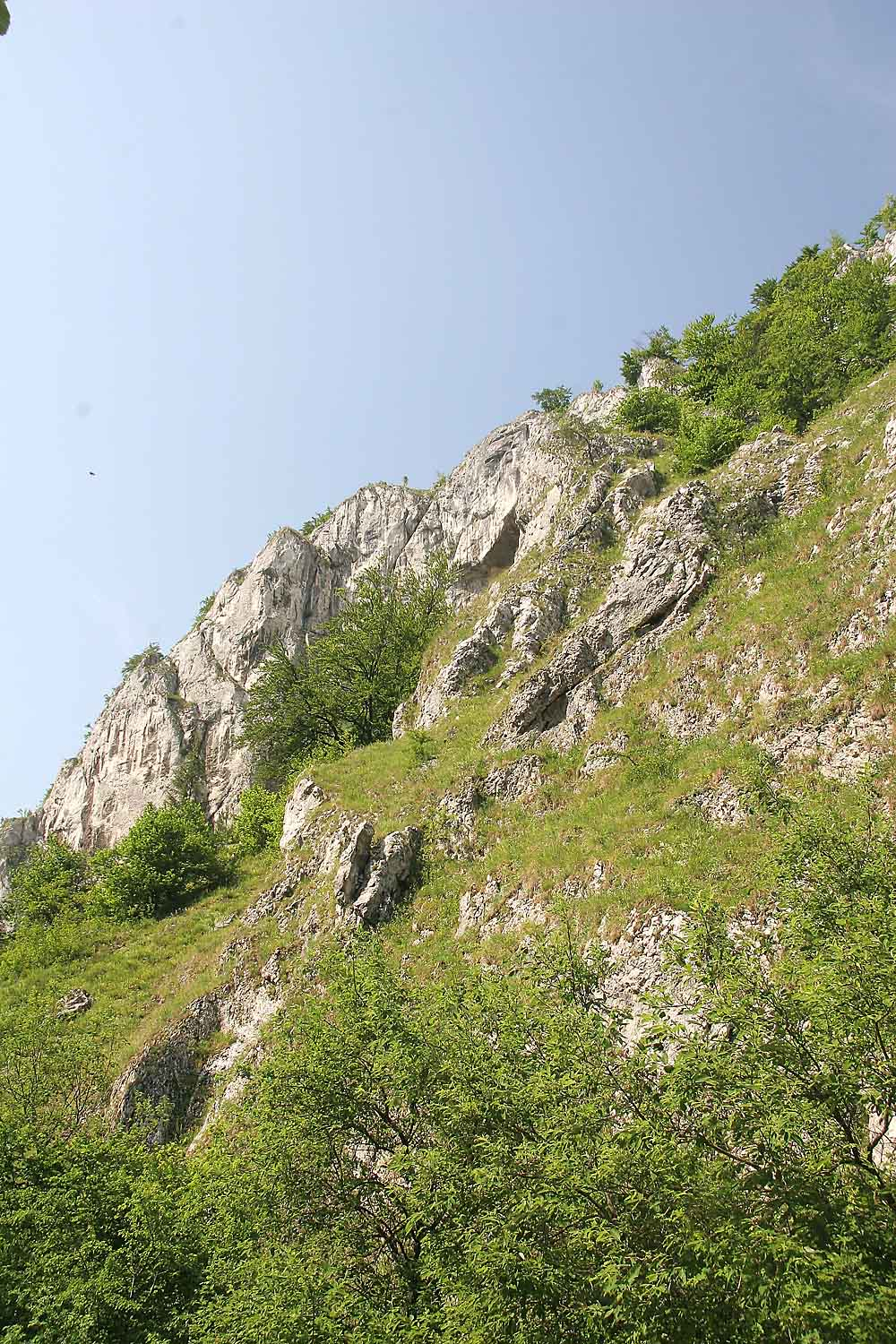
Kostolecká tiesnava
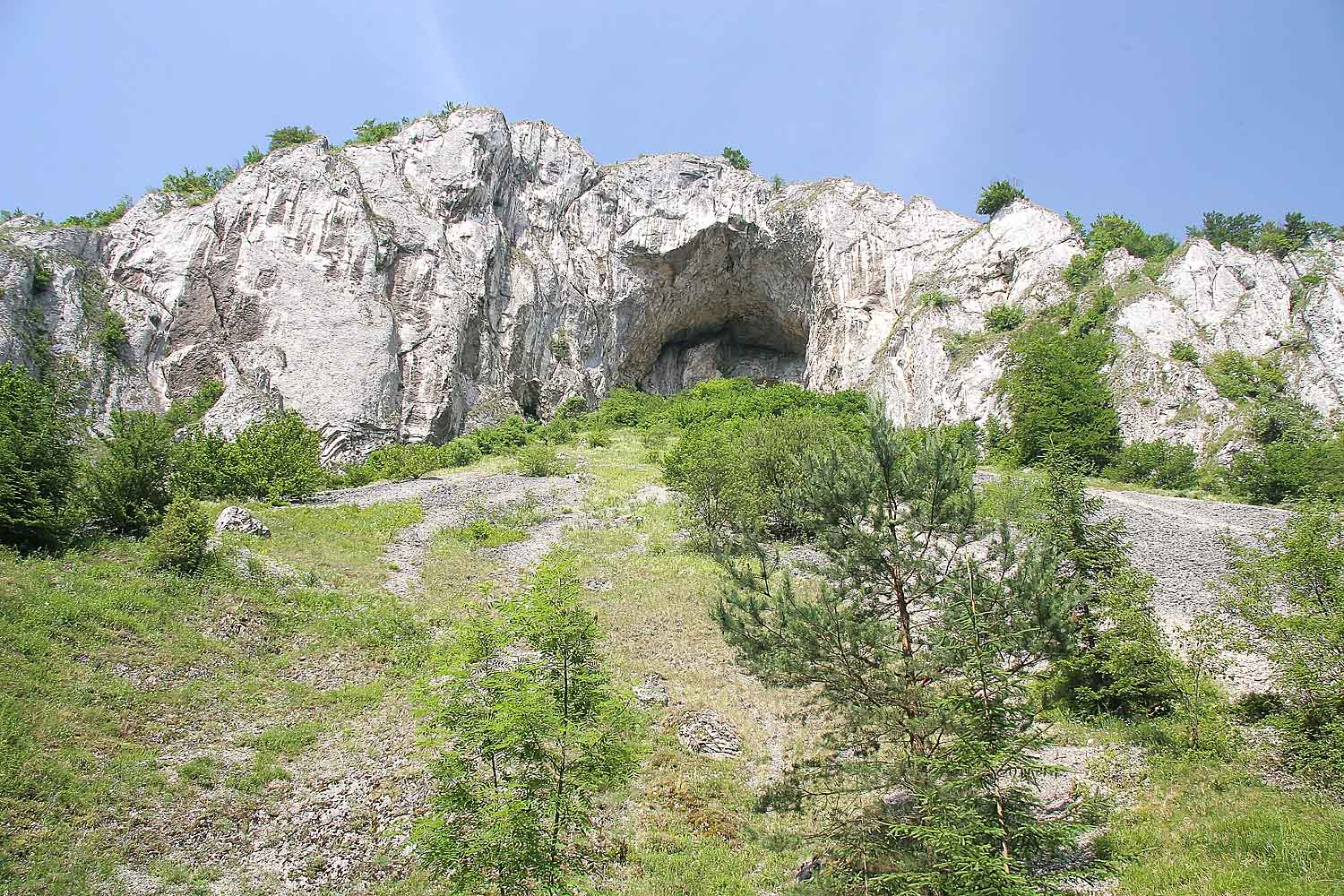
Skalní převis
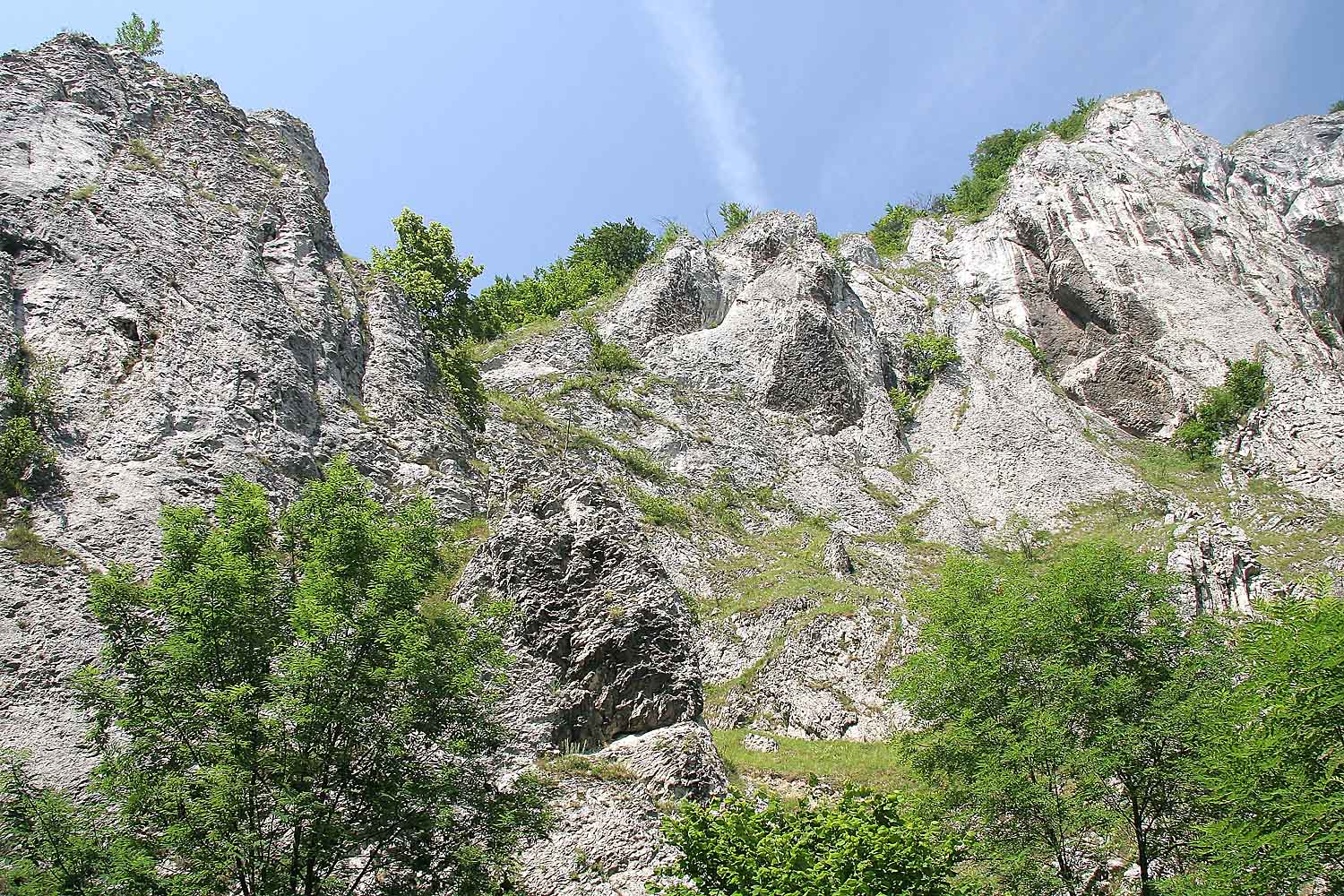
Kostolecká tiesnava